# Eisenbahnsignal

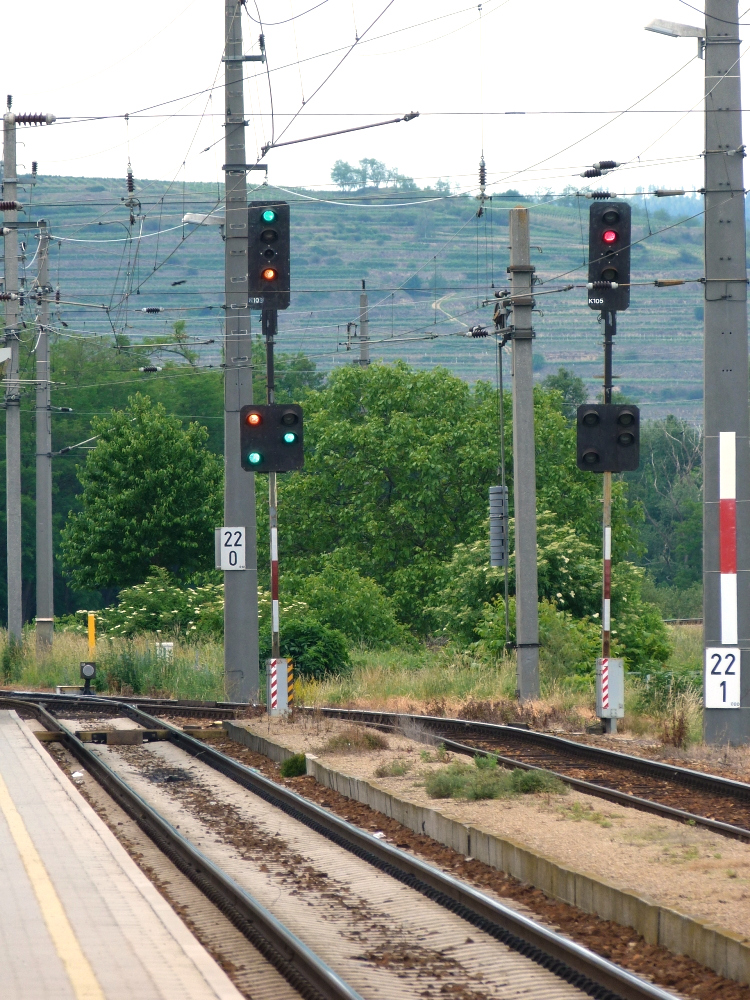
Österreichische Lichtsignale

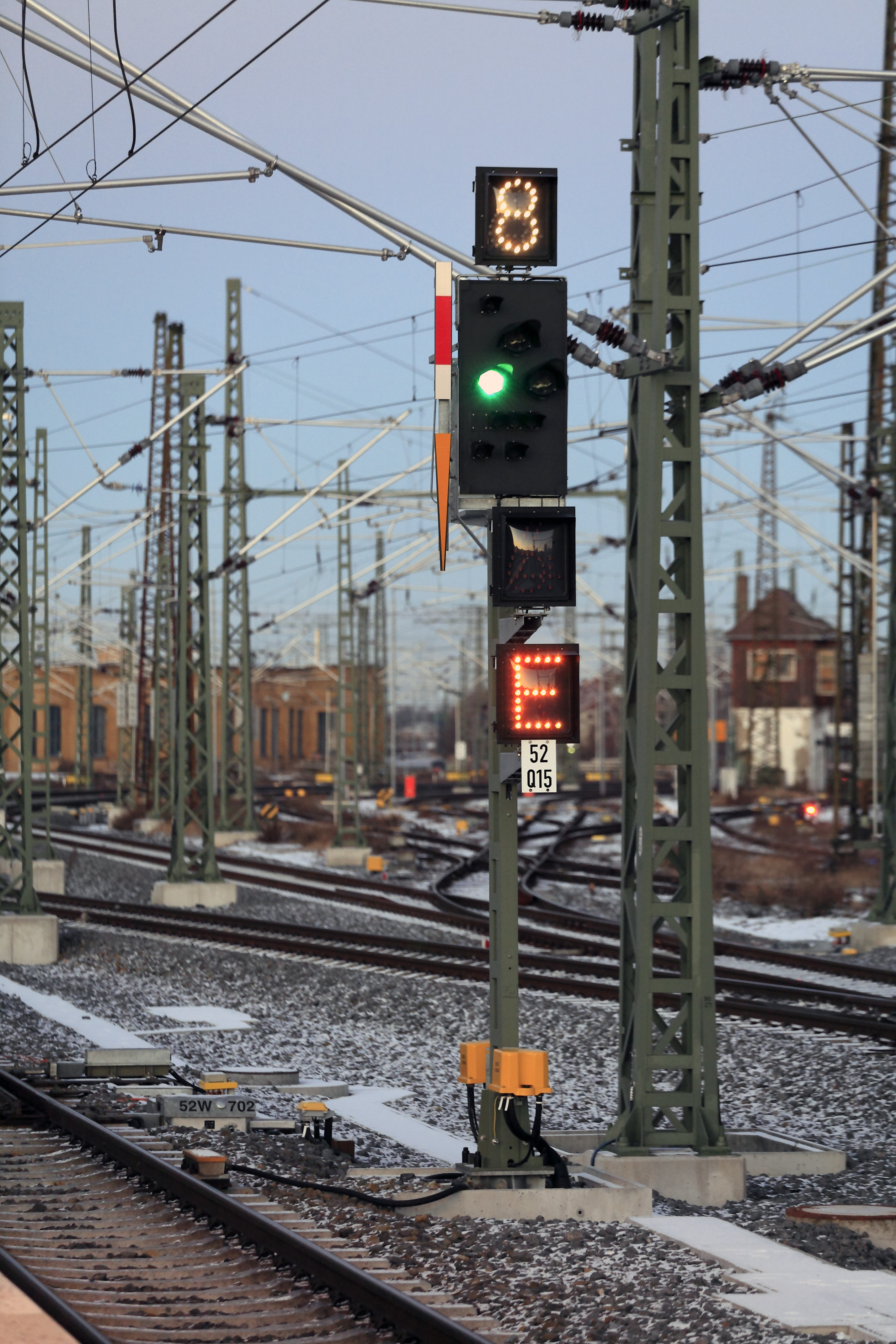
Deutsches Ks-Lichtsignal

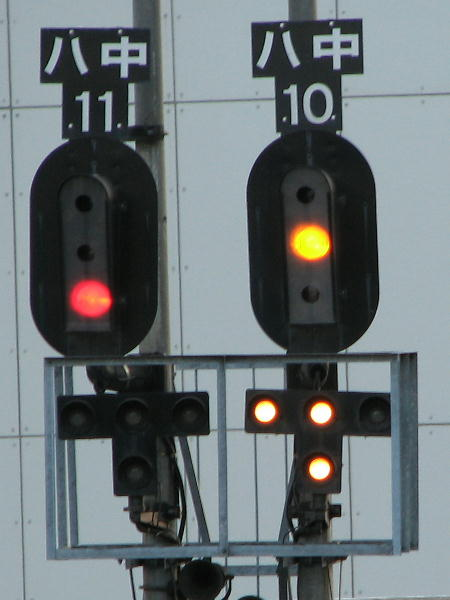
Japanische Lichtsignale

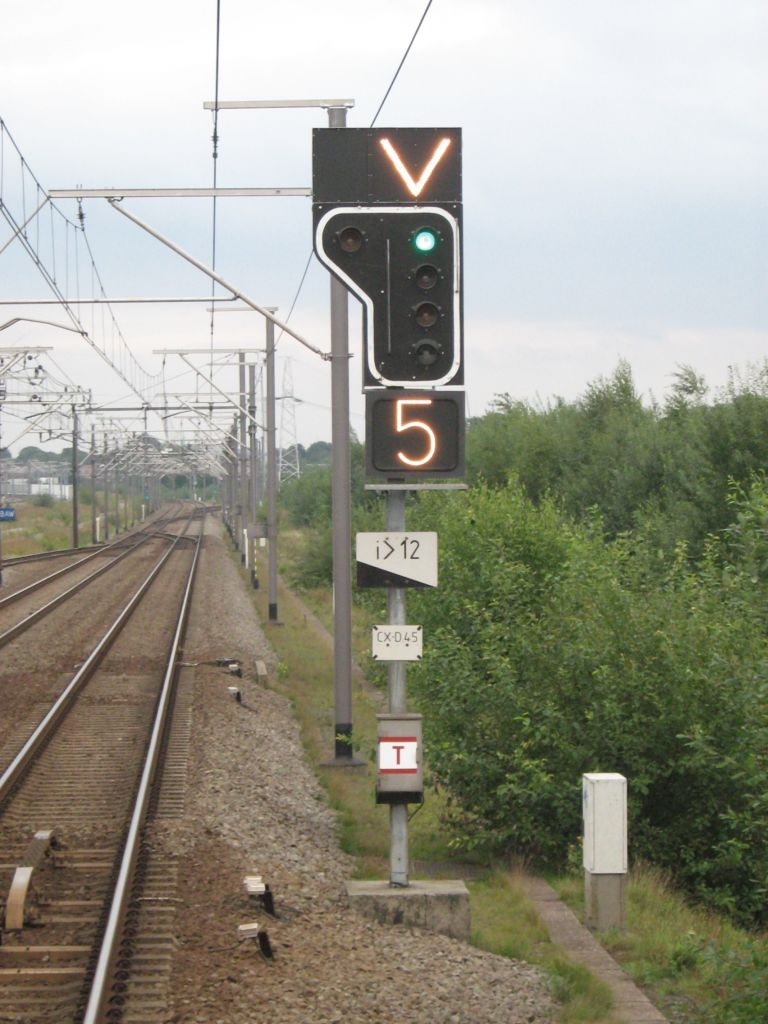
Belgische Lichtsignale

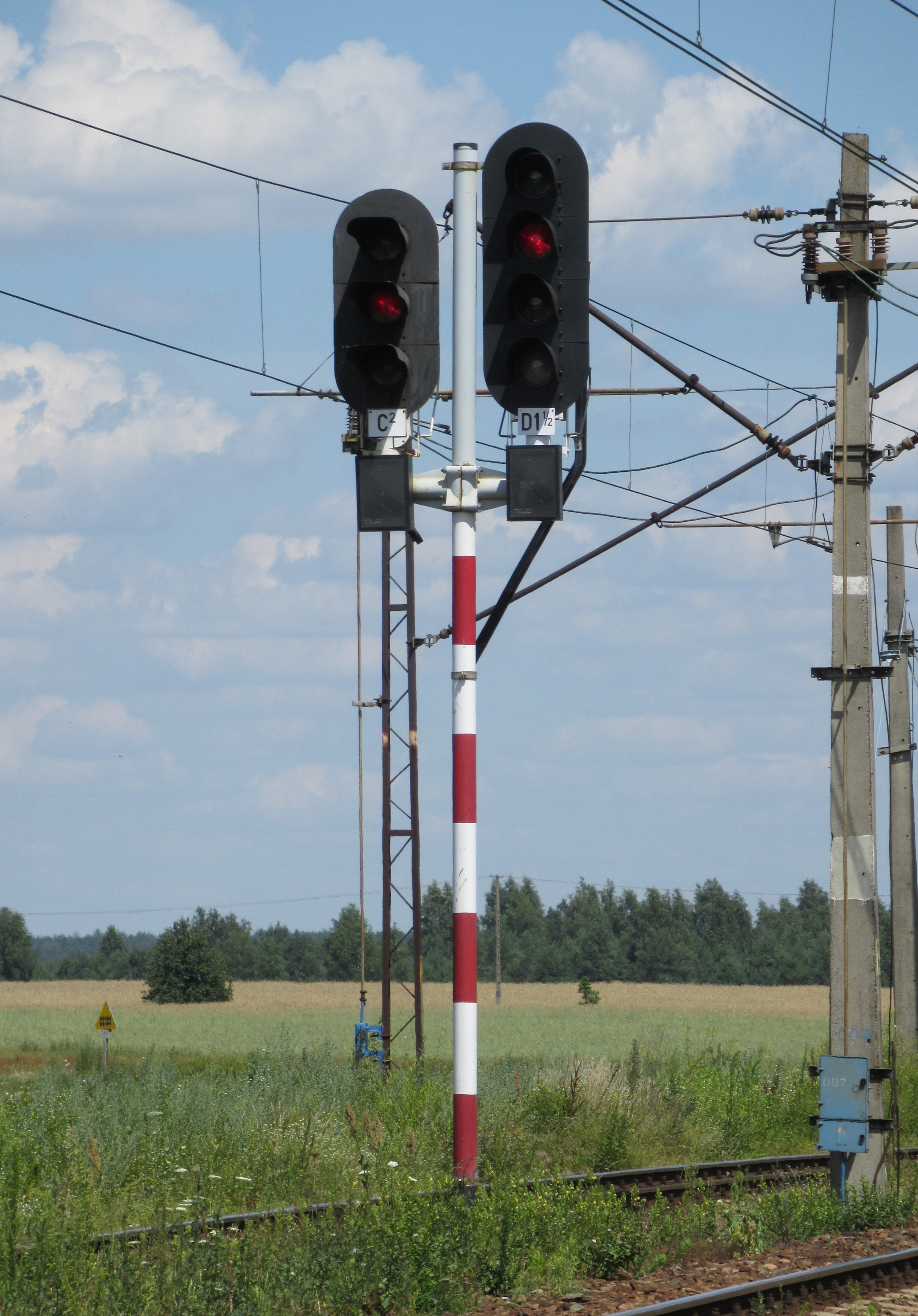
Polnische Lichtsignale

Deutsche Form-Vor- und -Hauptsignale

Eisenbahnsignale (Signal von lateinisch signum ‚Zeichen‘) sind optische oder akustische Signale, die im Betrieb der Eisenbahn Informationen in Form von Signalbegriffen übermitteln. Sie dienen der Sicherung von Zug- und Rangierfahrten und der Beschleunigung des Betriebsablaufs.
Im engeren Sinne sind damit die entlang einer Eisenbahnstrecke stehenden Streckensignale gemeint, die dem Führer von Eisenbahnfahrzeugen Informationen und Aufträge über oder für den Fahrweg übermitteln. Sie werden vom Fahrdienstleiter oder Wärter als Bediener eines Stellwerks gegeben. Wichtige Informationen, die mit Signalen übermittelt werden, sind unter anderem, ob und mit welcher Geschwindigkeit gefahren werden darf.

## Entwicklung

Signalordnung für die Eisenbahnen Deutschlands 1885 (Auszug): weißes Licht: Fahrt frei, grünes Licht: langsam fahren.

In der Frühzeit der Eisenbahngeschichte, als oft nur ein oder zwei Züge auf einer Strecke verkehrten, wurden sehr einfache Methoden zur Verständigung verwandt. Die Kommunikation erfolgte mittels Pfiffen, Winken, Schwenken von Fahnen oder Laternen. Als erste Eisenbahn führte die Liverpool and Manchester Railway 1830 Signale ein, die mit Flaggen gegeben wurden: Weiß für „Halt“, Rot für „Vorsicht, langsam fahren“ und Violett für „freie Fahrt“. Andere Bahnen in Großbritannien und den USA folgten in den frühen 1840er Jahren diesem Beispiel. Die Bedeutung der eingesetzten Farben variierte je nach Bahngesellschaft und Zeit. So konnte Grün auch durchaus „Halt“ bedeuten.
Mit steigender Zugzahl wurde dies unpraktikabel, und es wurde zunächst ein Zeitabstand eingeführt, nach dem ein Zug einem anderen auf einer Strecke folgen durfte. Dabei wurde auch nach Zuggattung und Geschwindigkeit unterschieden, sodass ein Personenzug einem Güterzug nur mit großem Abstand folgen durfte, während er nach einem Schnellzug nur einen geringen Abstand einhalten musste. Trotz unterschiedlicher Geschwindigkeiten blieb somit immer ein ausreichender Abstand zwischen zwei aufeinanderfolgenden Zügen, und im Normalfall konnte kein Zug auf einen anderen auffahren. Dieses Sicherungssystem barg allerdings Gefahren, wenn ein Zug auf der Strecke liegen blieb und der nachfolgende Zug nicht rechtzeitig informiert wurde.
Daraufhin wurde der Raumabstand eingeführt, der jedem Zug einen Streckenabschnitt freihält, in den kein anderer einfahren darf, bis der vorhergehende ihn verlassen hat. Diese Abstände wurden zunächst durch aufwendige Streckenposten realisiert, die sich auf Sicht mit Fahnen und Laternen verständigten. Später wurden dazu an Masten befestigte Scheiben, Körbe oder Arme (optischer Telegraph) benutzt, die über weitere Distanz sichtbar waren und somit den Blockabstand vergrößerten und die Anzahl der erforderlichen Streckenposten verringerte. Wesentlich vereinfacht wurde dieses Verfahren durch den erstmals 1840 eingeführten Bahntelegraphen, mit dem elektrische Signale über weite Entfernungen entlang von Bahnstrecken gegeben werden konnten.
Bei den verschiedenen Bahngesellschaften entwickelte sich eine Vielzahl von Signaltafeln und Masten mit beweglichen Elementen, die vom Stellwerk entsprechend dem Stand der Technik zur Zeit ihrer Einführung über Drahtzugleitungen, elektromechanisch oder auf andere Weise bewegt wurden. Diese mechanischen Formsignale stellen einen Signalbegriff durch bewegliche Elemente – meist Tafeln oder Flügel – dar. Die in der Folge zunehmend gebräuchliche Bauform ist das Lichtsignal, bei dem die Signallampen die Signalbegriffe durch ihre Farbe und Anordnung darstellen. Diese entstanden aus den Nachtzeichen der Formsignale, die schon früh mit der Ausdehnung des Bahnbetriebes in die Dunkelheit erforderlich wurden. In der zweiten Hälfte des 19. Jahrhunderts war es in Deutschland und Großbritannien üblich, die Fahrtfreigabe durch ein weißes Licht anzuzeigen. Trotz der dadurch bestehenden Gefahr von Verwechslungen wurde das erst Ende des 19. Jahrhunderts zugunsten eines grünen Lichts aufgegeben. Dem Vorbild des damals führenden Eisenbahnlandes folgten auch die deutsche Eisenbahnen: Bis 1907 wurde in Deutschland an den Haupt- und Vorsignalen „Fahrt“ bzw. „Fahrt erwarten“ nachts mit einem weißen Licht signalisiert. Bei den Königlich Bayerischen Staatseisenbahnen wurde dies auch weit über diesen Zeitpunkt hinaus beibehalten, da sie die Kosten der Umrüstung scheuten. Das führte dann unter anderem zum Eisenbahnunfall von Nannhofen 1917. 1925 wurde in Niederschlesien das erste moderne Lichtsignal in Deutschland in Betrieb genommen (Strecke Hirschberg/Riesengebirge–Königszelt).
Viele Signalaufträge werden auch heute noch von Hand unter Zuhilfenahme von Signalfahnen und mit Lichtzeichen gegeben, so beispielsweise beim Rangieren oder zum Erteilen des Abfahrauftrages für einen Zug.

## Klassifizierung von Signalen

### Signalbegriff
Eisenbahnsignale wurden im Wesentlichen zur Übertragung folgender Informationen entwickelt:
- Fahrerlaubnis
- Geschwindigkeit
- Richtung (Fahrweg)
- betriebliche Zusatzinformationen
- fahrzeugabhängige Zusatzinformationen
- streckenseitige Zusatzinformationen

Die jeweils dafür verwendeten Signalbegriffe (Signalbedeutungen) und die Signalbilder, die die Begriffe darstellen, definiert das gültige Signalbuch.

### Schutzziele von Eisenbahnsignalen
Bei Fehlen eines Schutzzieles befindet sich das Signal in Grundstellung, die je nach Signalsystem auf Fahrt oder Halt festgelegt sein kann.
Andernfalls wirken unter anderem folgende Schutzziele...
...in Fahrtstellung:
- Geschwindigkeitsänderung
- besondere betriebliche Hinweise

...in Haltstellung:
- Ende der Fahrerlaubnis
- Schutz anderer Fahrstraßen
- Schutz vor Bahnübergängen und beweglichen Elementen (z. B. Hubbrücken, Wehrkammertore)
- Nothalt im Ereignisfall
- besondere betriebliche Hinweise

...im Störungsfall:
- betriebliche Hinweise zum weiteren Verfahren (z. B. Fahren auf Sicht)
- besondere betriebliche Hinweise

### Signalisierungsprinzip
Die Fahrerlaubnis kann einer Zugeinheit alleine (in der Bedeutung mit Streckenhöchstgeschwindigkeit) oder mit Zusatzinformation über Fahrweg (mit Kennbuchstaben zur Auswahl unter alternativen Fahrmöglichkeiten) oder mit der zulässigen Geschwindigkeit signalisiert werden:
- Fahrerlaubnissignalisierung (Signalisierung von „Halt“ und „Fahrt“; Signal steht am Beginn der Zugfahrten)
- Fahrerlaubnissignalisierung mit impliziter Wegsignalisierung (ursprünglich britische Philosophie; Signalbegriffe geradeaus, links oder rechts abzweigend)
- Fahrerlaubnissignalisierung mit impliziter Geschwindigkeitssignalisierung (ursprünglich mitteleuropäische Philosophie; Signalbegriffe geradeaus oder abzweigend ohne Seitenangabe)
- Fahrerlaubnissignalisierung mit kombinierter Weg- und Geschwindigkeitssignalisierung (nordamerikanische, osteuropäische und Philosophie moderner Signalsysteme)

Für eine Signalisierung des Fahrwegs oder der Geschwindigkeitwechsels können Anzeiger (zum Beispiel Richtungsanzeiger, Beginn einer Geschwindigkeitsreduzierung) auch ohne Hauptsignale alleine stehen.

### Signalisierungszweck
Eisenbahnsignale dienen unterschiedlichen Zwecken, die nachfolgend dargestellt sind:

#### Signalisierung der Gültigkeit von Signalen

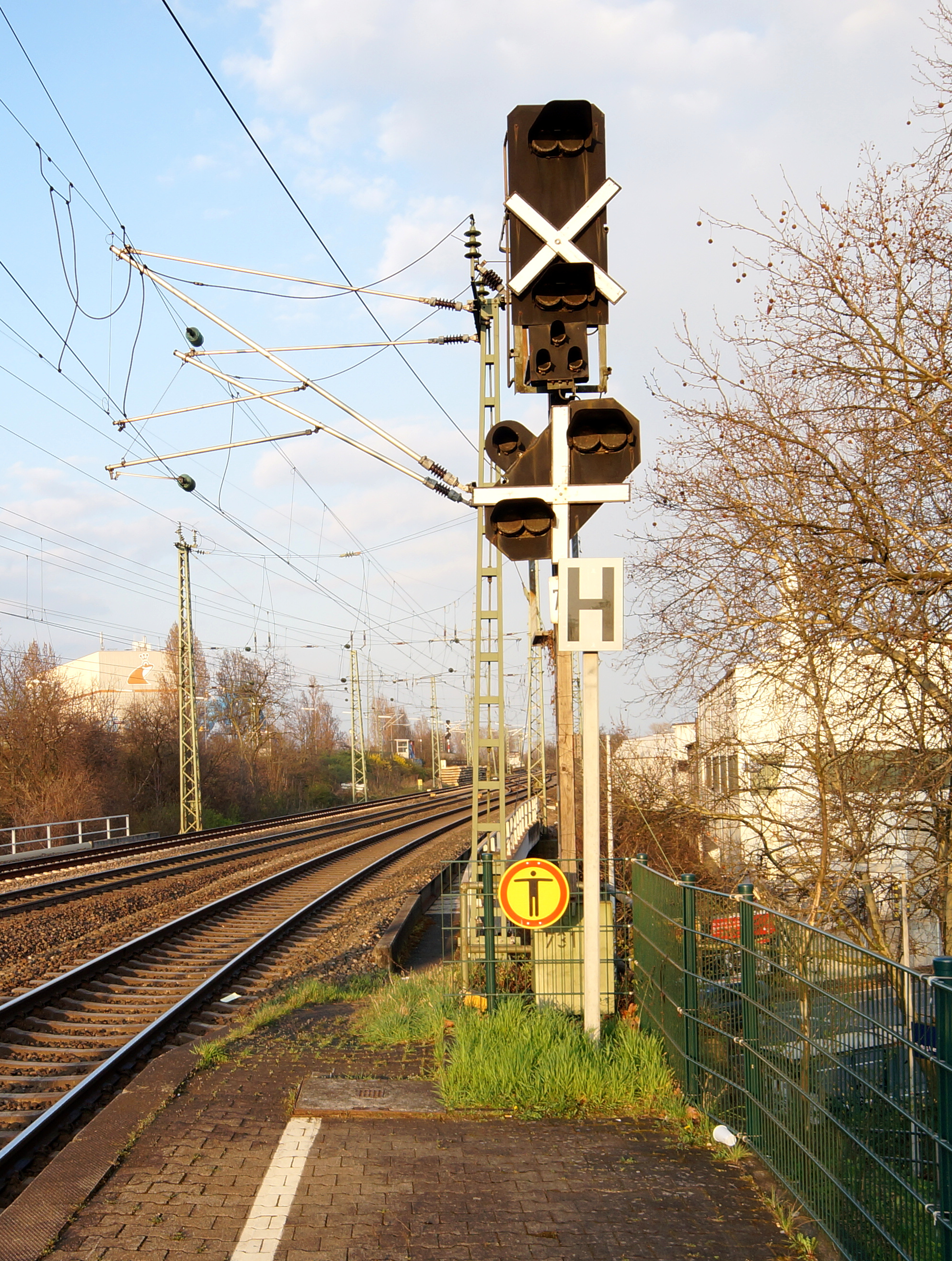
Ein Vor- und Hauptsignal (Blocksignal 731) an der Abzweigstelle Kaiserbrücke West in der Nähe der Haltestelle Mainz Nord, die mit einem weißen Kreuz mit schwarzem Rand als ungültig gekennzeichnet sind.

- Ungültige Signale werden meist mit Hilfe eines weißen Kreuzes – zum Beispiel am neu errichteten, noch nicht gültigen Signal – gekennzeichnet.
- Steht ein Signal an einem Standort abweichend von der Regel, trägt es eine Zuordnungstafel oder ein anderes zusätzliches Hinweisschild.

#### Signalisierung derFahrerlaubnisund des Fahrwegs
- Signalisierung der Fahrerlaubnis
- Signalisierung der Richtung des Fahrwegs

#### Signalisierung derHöchstgeschwindigkeit
- Signalisierung zulässiger Höchstgeschwindigkeiten in Abhängigkeit von der Trassierung auf freier Strecke
- Signalisierung zulässiger Höchstgeschwindigkeiten in Abhängigkeit von der Fahrstraße bei mehreren Fahrmöglichkeiten, zum Beispiel im Bahnhof
- Signalisierung zulässiger Höchstgeschwindigkeiten für Züge mit bestimmten Bremssystemen
- Signalisierung zulässiger Höchstgeschwindigkeiten für Neigezüge
- Signalisierung zulässiger Höchstgeschwindigkeiten in Abhängigkeit von anderen Kriterien (zum Beispiel nachgeschobenen Zügen)

#### Signalisierung desBahnbetriebs
- Signalisierung zur Beschleunigung oder Verlangsamung von Zugfahrten
- Signalisierung für Fahrtrichtungswechsel
- Signalisierung von Fahren auf Befehl, von Fahren auf Sicht, von Fahren im Seilzugbetrieb, von Fahren mit Zugstäben, von Fahren im Zeitabstand und von weiteren Verfahren zur Sicherung von Zugfahrten
- Signalisierung des Rangierbetriebs
- Signalisierung von Bereichen für besondere bahnbetriebliche Anforderungen (zum Beispiel nachgeschobene Züge)
- Signalisierung zur Kontaktaufnahme des Triebfahrzeugführers mit dem Fahrdienstleiter

#### Signalisierung imGefahrenfall
- Signalisierung zur Warnung im Gefahrenfall
- Signalisierung von Bereichen für Notbremsüberbrückung
- Signalisierung zu Verfahren im Fall von Signalstörungen

#### Signalisierung von Systemen zurSicherung von Zugfahrtenund anderer Fahrten
- Signalisierung zu Eigenschaften des Signalsystems
- Signalisierung zu Eigenschaften des Zugbeeinflussungssystems
- Signalisierung von Gleisfreimeldeabschnitten

#### Besondere Eigenschaften derEisenbahninfrastruktur
- Signalisierung zu Fahrt auf bestimmten Gleisen (zum Beispiel beim Fahren auf dem Gegengleis)
- Signalisierung eines Gleisabschlusses
- Signalisierung der Spurweite
- Signalisierung von Zahnstangenabschnitten
- Signalisierung des Standorte, der Stellung und der Funktionsweise beweglicher Fahrelemente (zum Beispiel Eisenbahnweichen, Gleissperren)
- Signalisierung der Standorte, der Stellung und der Funktionsweise der Sicherung von Bahnübergängen
- Signalisierung der Längsneigung
- Signalisierung der Kilometrierung
- Signalisierung von festgelegten Haltestandorten
- Signalisierung zur Zugabfertigung
- Signalisierung des Lademaßes
- Signalisierung des Lichtraumprofils
- Signalisierung zu Eigenschaften des Zugfunks
- Signalisierung anderer Eigenschaften der Eisenbahninfrastruktur

#### Signalisierung zurEnergieversorgung(Traktion)
- Signalisierung von Befüllungsstandorten für Dampflokomotiven und Verbrennungslokomotiven
- Signalisierung von Entleerungsstandorten für Dampflokomotiven
- Signalisierung für Speisungsstandorte für Akkumulatortriebfahrzeuge
- Signalisierung des Bahnstromsystems
- Signalisierung von Abschnitten des Bahnstromsystems
- Signalisierung des Endes der Fahrleitung oder der Stromschiene

#### Signalisierung für bestimmte Eigenschaften derZugeinheit
- Signalisierung ausgewählter Informationen für bestimmte Schienenfahrzeugen (zum Beispiel für Schneepflüge)
- Signalisierung ausgewählter Informationen für bestimmte Zugkategorien (zum Beispiel für Neigezüge)
- Signalisierung der Bremsproben

#### SchienenfahrzeugseitigeSignalisierung
- Signalisierung der Zugspitze und des Zugschlusses
- Signalisierung von Zügen mit bestimmten Eigenschaften

### Gruppierung von Signalen
Zur visuellen Darstellung des Signalbegriffs dienen verschiedene Gruppierungen von Signalen, die nach ihrer betrieblichen Funktion unterschieden werden:
- Hauptsignal (kann auch ein Mehrabschnittssignal sein)
- Vorsignal
- Wiederholungssignal
- Rangiersignal
- Gruppensignal für mehrere Gleise (zum Beispiel Gruppenausfahrsignal)
- Spezialsignale zur Ankündigung und Darstellung anderer Informationen
- Mastschilder an Signalen zu Verfahren im Störungsfall dieser Signale
- fahrzeugseitige Signale (Zugsignale)
- Zusatzsignal
- weitere Signale

### Signalstellungen
Je nach Anzahl der darzustellenden Informationen und der Möglichkeit, Signalbegriffe nicht zu zeigen, können Signale so eingeteilt werden:
- nicht stellbar (festes Signal, Kennzeichen)
- stellbar in eine von mehreren Stellungen
- beliebig programmierbar (etwa Freitextanzeige)

### Übertragungsbereich
Signale können nicht nur an einzelnen Standorten, sondern auch abschnittsweise oder kontinuierlich auf die Züge übertragen werden. Dabei kann man unterscheiden:
- punktförmige Informationsübertragung (z. B. Punktförmige Zugbeeinflussung oder ETCS Level 1 mit Eurobalisen)
- linienförmige Informationsübertragung (z. B. linienförmige Zugbeeinflussung oder Euroloop)
- Informationsübertragung per Funk (z. B. ETCS Level 2)

### Übertragungsart
Die Signale können auf verschiedene Weise übertragen werden:
- mündlich
- schriftlich
- Flaggen und Objekte (zum Beispiel Ballone)
- optisch als Formsignal (in der Regel über die Position von Signalarmen und Signalscheiben)
- optisch als Lichtsignal (in der Regel über die Farbe und Anordnung von Leuchtmitteln)
- Akustiksignal (zum Beispiel Pfeifen oder Knallkapseln)
- Führerstandssignalisierung mit elektromagnetischer Übertragung (Balisen, Elektromagnete, Induktionsspulen, Dauermagnete, Schienenlinienleiter, Kabellinienleiter, Funkleiter)
- sonstige Übertragungsarten (zum Beispiel Versuche mit Lichtübertragung)

Bei Führerstandssignalisierung nutzen Signalisierung und Zugbeeinflussung häufig eine gemeinsame Übertragungsart.

### Signalansteuerung
Die Ansteuerung der Signale kann nach unterschiedlichen Kriterien erfolgen und unterschiedlich ausgelöst werden:
- regelbasiert (zum Beispiel beim Fahren mit Zugstäben)
- prozessbasiert (zum Beispiel nach Freifahren des vorausliegenden Blockabschnitts)
- ereignisbasiert (zum Beispiel durch Betätigung des Gefahrschalters auf Bahnsteigen von Stadtschnellbahnen)

### Signalsysteme
In den verschiedenen Ländern haben sich bei den Eisenbahnunternehmen teilweise sehr unterschiedliche Signalsysteme herausgebildet. Das Regelwerk dazu ist wegen seiner betriebssicherheitlichen Bedeutung meist Teil des nationalen Eisenbahnrechts.
- Eisenbahnsignale in Deutschland sind in der Eisenbahn-Signalordnung (ESO) vorgeschrieben. Für ihre Anwendung in der Praxis sind die Eisenbahnsignale in so genannten Signalbüchern abgebildet und beschrieben.
- Eisenbahnsignale in der Schweiz sind aufgeteilt in Signale für Geschwindigkeiten bis 160 km/h und eine spezielle Führerstandssignalisierung (CAB-Signalling) bei höheren Geschwindigkeiten. Sie werden durch die Fahrdienstvorschriften festgelegt.
- Eisenbahnsignale in Österreich werden durch die Signalvorschrift V2 der ÖBB festgelegt. Genehmigt wurden sie durch das Bundesministerium für Verkehr.
- Die Eisenbahnsignale in Finnland bestehen aus ortsfesten Lichtsignalen, die mit dem Zugbeeinflussungssystem ATC zusammenarbeiten.
- Die japanischen Eisenbahnsignale wurden im japanischen Ministerialerlass zur Festlegung von technischen Standards der Eisenbahn festgelegt. Das Signalsystem basierte zunächst auf der britischen Wegesignalisierung, erhielt aber später Einflüsse der US-amerikanischen Geschwindigkeitssignalisierung.

### Führerstandsignalisierung
Auf Schnellfahrstrecken wird zusätzlich eine direkte elektronische Signalübertragung an das Triebfahrzeug eingesetzt, da herkömmliche optische Signalbegriffe mittels Lampen oder Formzeichen vom Triebfahrzeugführer wegen der hohen Geschwindigkeiten nicht mehr sicher wahrgenommen werden können. Außerdem kann so ein Bordcomputer Unterstützung geben und die Signalaufträge gegebenenfalls ohne Mitwirkung des Triebfahrzeugführers direkt umsetzen.
Die für den Triebfahrzeugführer nötigen Informationen werden dabei im Führerstand des Fahrzeugs über verschiedene Anzeigeinstrumente dargestellt.
Das deutsche Eisenbahn-Bundesamt verlangt, dass ein Triebfahrzeugführer ein vor ihm liegendes Signal wenigstens fünf Sekunden lang sehen muss, bevor er davon eine Handlung ableitet (Bei 160 km/h legt er dabei etwa 220 m zurück). Bei höherer Geschwindigkeit werden deswegen Zugbeeinflussungssysteme eingesetzt, die Signalinformationen auf das Fahrzeug übertragen. In Deutschland wird beispielsweise die linienförmige Zugbeeinflussung (LZB) eingesetzt. Europaweit sind hier mehrere unterschiedliche Systeme im Einsatz, die künftig in Form des European Train Control System durch ein funkbasiertes elektronisches System vereinheitlicht werden sollen.
Auch in U- sowie Stadtbahnnetzen wird Führerstandsignalisierung eingesetzt, um Züge zu steuern. Dazu sind verwandte Zugbeeinflussungssysteme im Einsatz, die teilweise auch einen fahrerlosen Betrieb ermöglichen.

### Signale für das Eisenbahnpersonal

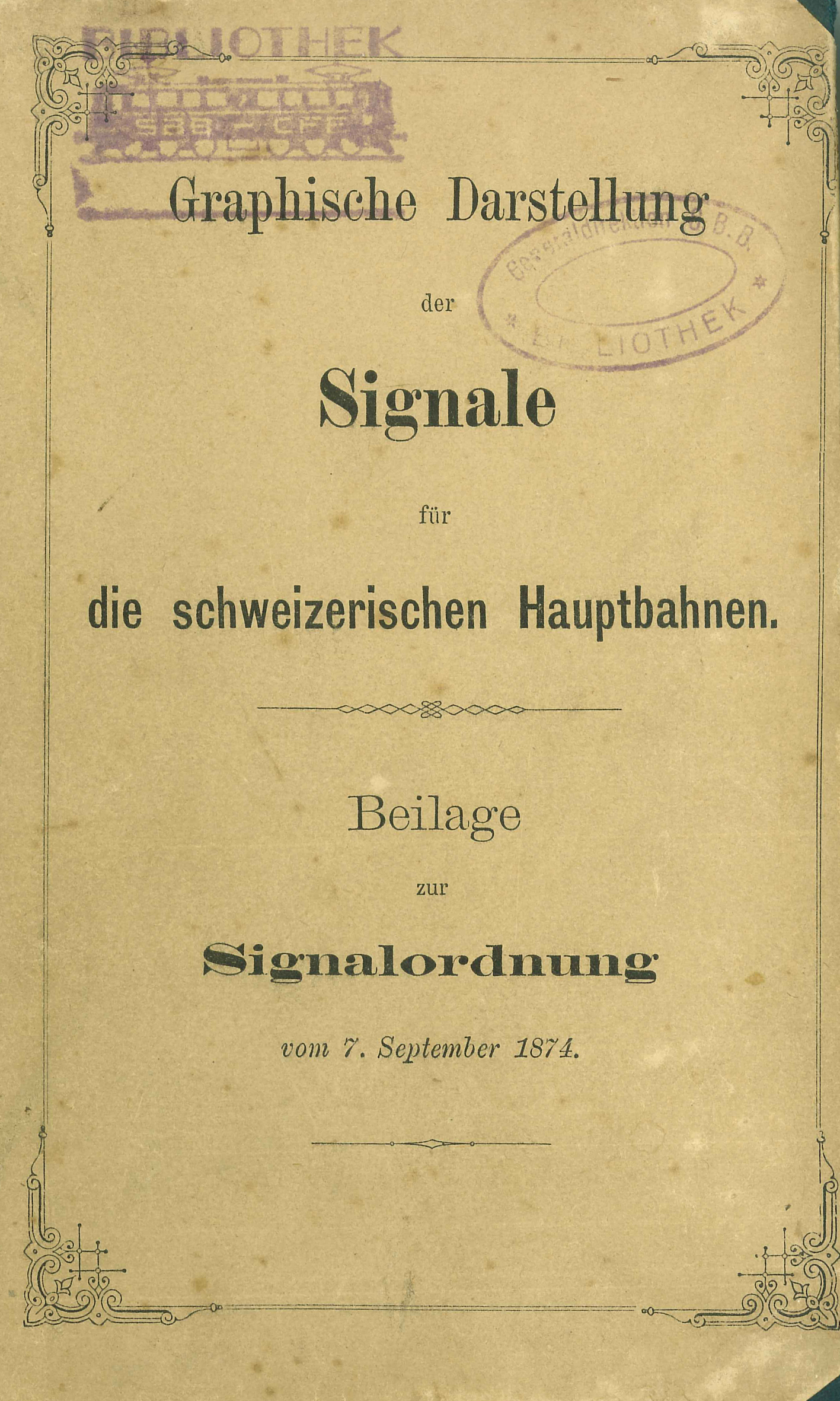
Beilage zur Signalordnung der SBB vom 7. September 1874 mit graphischer Darstellung der zu nutzenden Signaltöne und -instrumente

In den meisten Ländern sind für Lokomotiven Pfeifen oder vergleichbare Einrichtungen zur Abgabe akustischer Signale vorgeschrieben. In Deutschland ist für Triebfahrzeuge eine Dampfpfeife oder eine vergleichbare Einrichtung wie ein Makrofon zur Generierung der akustischen Signale durch die Eisenbahn-Bau- und Betriebsordnung (EBO) vorgeschrieben. Als noch nicht an allen Zügen durchgehende Bremsen vorhanden waren, wurden damit Signale zum Anlegen und Lösen der Handbremsen an das Zugpersonal gegeben. Heute dienen akustische Signale der Abgabe von Signalen für das Zugpersonal sowie für die Verständigung von örtlichem Personal.

### Zugsignale
Zugsignale sind Spitzensignale und Schlusssignale. In Deutschland besteht das Spitzensignal für Züge aus drei A-förmig angeordneten weißen Lampen an Triebfahrzeugen und Steuerwagen (Zg 1a) oder zwei waagerechten weißen Lampen an einem geschobenen Wagen (Zg 1b). Dieses Signal wird sowohl tags als auch nachts geführt. Das deutsche Zugschlusssignal (Zg 2) besteht aus zwei rückstrahlenden rot-weißen Schildern oder zwei waagerechten roten Lampen (Fahrzeugbeleuchtung). Die Lampen dürfen blinken.

## Trivia
Die akustischen Signale dienten auch als Inspiration für Komponisten, so z. B. für den Kopenhagener Eisenbahn-Dampf-Galopp, den Hans Christian Lumbye zur Einweihung der ersten Bahnlinie zwischen Roskilde und Kopenhagen 1847 komponierte. In diesem setzt er u. a. Zugglocke und Trillerpfeife ein. Im Jazz nutzte z. B. Daniel Lavoie auf seiner Langspielplatte Nirvana Bleu für den Titel Saint-Côme Express eine Eisenbahnpfeife.